# VM Motori
VM Motori S.p.A. er en italiensk fabrikant af dieselmotorer grundlagt i 1947 af ingeniørerne Vancini og Martelli, hvis forbogstaver navnet er sammensat af. Ud over bilmotorer fremstiller VM Motori også industri- og bådmotorer.

## Historie
Siden 2007 har aktierne i VM været ejet halvt af Penske Corporation og halvt af General Motors. Penskes del blev i 2011 solgt til Fiat Powertrain, og i oktober 2013 blev VM Motori overtaget komplet af Fiat.

## Produkter
Karakteristisk for dieselmotorprogrammet var i lang tid brugen af enkelte, fritstående tørre cylinderbøsninger, som enten kunne have et topstykke for hver cylinder eller ét fælles topstykke. Som følge af denne modularisering var det muligt at opnå en stor fleksibilitet ved udvikling af motorer med forskelligt cylinderantal.
I 1988 monterede Land Rover en 2,4-liters dieselmotor fra VM Motori i Range Rover. Dette gik under projektnavnet "Beaver". Også den mellem 1982 og 1985 fremstillede Rover 2400 SD Turbo var udstyret med en italienskproduceret dieselmotor.
Til firmaets kunder hører blandt andet Chrysler, Ford, LTI, General Motors, Alfa Romeo og Rover. Dermed kører f.eks. Jeep Wrangler fra 2007 og frem med en 2,8-liters VM-dieselmotor.
Til den nye Maserati Ghibli, som kom på markedet i september 2013, havde VM Motori udviklet en 3,0-liters sekscylindret dieselmotor med en maksimal effekt på 275 hk og et drejningsmoment på 600 Nm.